# Linn Ullmann
Linn Ullmann, właśc. Linn Karin Beate Ullmann (ur. 9 sierpnia 1966 w Oslo) – norweska pisarka, dziennikarka oraz aktorka dziecięca. 

## Życiorys
Jest córką aktorki Liv Ullmann i reżysera Ingmara Bergmana. Studiowała literaturę angielską na Uniwersytecie Nowojorskim. Autorka między innymi książki Zanim zaśniesz (1998).
Za osiągnięcia literackie otrzymała nagrody: Gullpennen (Złote Pióro), Nagrodę Amalie Skram oraz Norweską Nagrodę Czytelników.
Zasiadała w jury konkursu głównego na 64. MFF w Cannes (2011).

## Twórczość
- Før du sovner (1998) (polskie wydanie, 2004, Zanim zaśniesz, tłumaczenie: Marta Ciszewska i Joanna Sypniewska)
- Når jeg er hos deg (2000) (dosł. gdy jestem z Tobą; ang. tytuł: Stella Descending – dosł. Stella spadająca)
- Nåde (2002) (dosł. łaska)
- Et velsignet barn (2005) (dosł. dziecko błogosławione)
- Det dyrebare (2011) (polskie wydanie: We mgle, 2016)
- De urolige (2015) (polskie wydanie, 2018: Niespokojni, tłumaczenie: Iwona Zimnicka)

## Filmografia
- 1971: Emigranci (Utvandrarna)
- 1973: Szepty i krzyki (Viskningar och rop)
- 1978: Jesienna sonata (Höstsonaten)